# Tiszaszőlős vasútállomás
Tiszaszőlős vasútállomás egy Jász-Nagykun-Szolnok vármegyei vasútállomás Tiszaszőlős településen, a MÁV üzemeltetésében. A belterület keleti szélén helyezkedik el, közúti elérését a 3216-os útból kiágazó 32 318-as számú mellékút (települési nevén Péntek Ferenc út − Jókai út) biztosítja. [A Péntek Ferenc út neve a községben 1919-ben, a román megszállók által orvul meggyilkolt négy helyi férfi egyikének emlékét őrzi.]

## Vasútvonalak
Az állomást az alábbi vasútvonalak érintik:
- Karcag–Tiszafüred-vasútvonal

## Kapcsolódó állomások
A vasútállomáshoz az alábbi állomások vannak a legközelebb:
- Tiszaszentimre megállóhely (Karcag–Tiszafüred-vasútvonal)
- Tiszafüred-Gyártelep megállóhely (Karcag–Tiszafüred-vasútvonal)

## Forgalom
| Járat        | Útvonal | Gyakoriság                    |
| ------------ | --- | ----------------------------- |
| személyvonat | Karcag – Karcag-Vásártér – Berekfürdő – Kunmadaras (– Pusztakettős) – Tiszaszentimre – Tiszaszőlős – Tiszafüred-Gyártelep – Tiszafüred | Napi 2 pár, nyáron napi 4 pár |